# Linh hồn

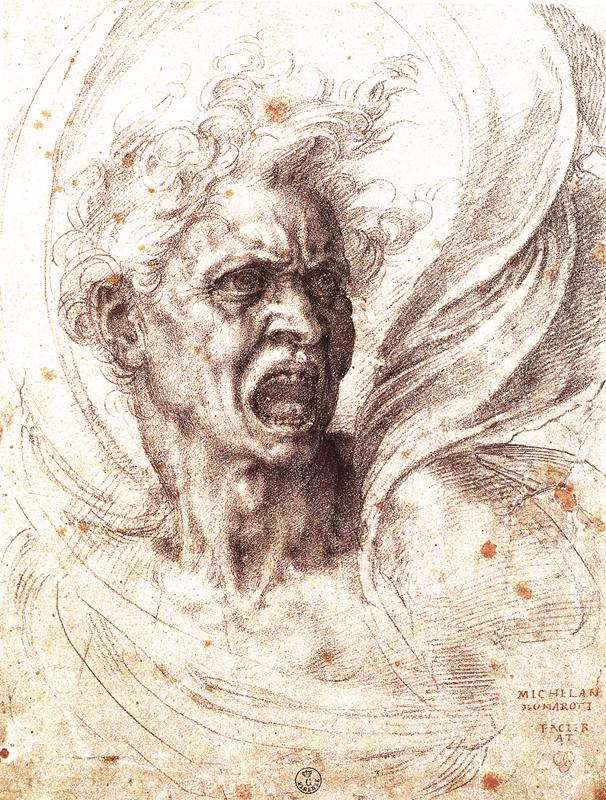
Linh hồn bị nguyền rủa. Tranh của Michelangelo Buônarroti c. 1525

Linh hồn hay Hương hồn, Chơn hồn là một khái niệm được dùng trong văn hóa dân gian, tôn giáo hay trong các kiến thức phi khoa học bởi các nhà huyền bí học hoặc tâm linh dùng để chỉ các thực thể siêu thường ("bóng ma", "ác quỷ", "thiên thần"), dạng thức tồn tại của tâm hồn con người sau khi tách khỏi thể xác ("linh hồn người chết").  Khái niệm về linh hồn có những liên hệ chặt chẽ với những ý niệm về cuộc sống sau khi chết, với nhiều quan điểm khác nhau, về những gì sẽ xảy đến với tâm hồn của con người sau khi cơ thể chết đi.

## Từ nguyên
Trong tiếng Việt, từ linh hồn bắt nguồn từ chữ Hán 靈魂. Linh hồn có thể được hiểu như tâm hồn là vốn khái niệm rộng hơn. Linh hồn thường dùng với các thực thể đã chết, tách rời ra khỏi cơ thể, trong khi tâm hồn thường được gắn liền với phần vật chất của cơ thể sống.

## Góc nhìn tôn giáo

### Kitô giáo
Theo một bí truyền Kitô giáo thông thường, khi con người chết đi, linh hồn của họ sẽ được Chúa phán xét và quyết tâm lên Thiên đàng hoặc đến Địa ngục chờ ngày phục sinh. Các Kitô hữu khác hiểu linh hồn là sự sống và tin rằng người chết không có sự sống cho đến sau khi phục sinh (chủ nghĩa có điều kiện Kitô giáo). Một số Kitô hữu tin rằng linh hồn và thể xác của những người bất chính sẽ bị hủy diệt trong địa ngục thay vì đau khổ vĩnh viễn (sự hủy diệt). Các tín đồ sẽ được thừa hưởng cuộc sống vĩnh cửu hoặc trên Thiên đàng, hoặc trong Vương quốc của Thiên Chúa trên trái đất và được hưởng mối tương giao vĩnh cửu với Thiên Chúa.
Mặc dù tất cả các nhánh chính của Kitô giáo - Công giáo, Chính thống giáo Đông phương, Chính thống giáo phương Đông, Giáo hội Đông phương, Tin lành và Tin Lành chính thống - đều dạy rằng Jesus Christ đóng vai trò quyết định trong quá trình cứu rỗi Kitô giáo, các chi tiết cụ thể của vai trò đó và phần được đóng bởi cá nhân hoặc theo các nghi lễ và mối quan hệ giáo hội, là một vấn đề đa dạng trong giáo huấn chính thức của nhà thờ, suy đoán thần học và thực hành phổ biến. Một số Kitô hữu tin rằng nếu một người không ăn năn tội lỗi của mình và không tin vào Jesus Christ là Chúa và Chúa cứu rỗi, thì người đó sẽ xuống địa ngục và chịu sự đày đọa vĩnh viễn hoặc chia ly vĩnh viễn với Thiên Chúa. Một số giữ niềm tin rằng các em bé (bao gồm cả người chưa sinh) và những người bị suy giảm nhận thức hoặc tinh thần đã chết sẽ được nhận lên Thiên đàng trên cơ sở ân sủng của Thiên Chúa thông qua sự hy sinh của Giêsu.

### Phật giáo
Phật giáo thuyết giảng nguyên tắc vô thường, rằng tất cả mọi thứ đều ở trong tình trạng thay đổi liên tục: tất cả đều thay đổi, và không có trạng thái vĩnh viễn tồn tại.. Theo học thuyết về anatta (Pāli; tiếng Phạn: anātman) - "vô ngã" hoặc "vô hồn" - những từ "tôi" hay "của tôi" không đề cập đến bất kỳ điều gì cố định.
Phật giáo không phủ nhận sự tồn tại của các thực thể "phi vật chất", và nó (ít nhất là theo truyền thống) phân biệt các trạng thái cơ thể với các trạng thái tinh thần. Do đó, bản dịch thông thường của anatta là "vô hồn"  có thể gây nhầm lẫn. Nếu từ "linh hồn" chỉ đơn giản đề cập đến một thành phần kết hợp trong những sinh vật có thể tiếp tục sau khi chết, thì Phật giáo không phủ nhận sự tồn tại của linh hồn. Thay vào đó, Phật giáo phủ nhận sự tồn tại của một thực thể vĩnh viễn không đổi đằng sau các thành phần thay đổi và kết hợp của một sinh vật. Giống như cơ thể thay đổi từ khoảnh khắc này sang khoảnh khắc khác, nên những suy nghĩ đến và đi, và không có trạng thái vĩnh viễn nào nằm dưới tâm trí trải nghiệm những suy nghĩ này, như trong chủ nghĩa Cartesian. Các trạng thái tinh thần ý thức chỉ đơn giản phát sinh và diệt vong mà không có "nhà tư tưởng" đằng sau chúng. Khi cơ thể chết, Phật tử tin rằng các quá trình tinh thần kết hợp tiếp tục và được tái sinh trong một cơ thể mới. Bởi vì các quá trình tinh thần liên tục thay đổi, nên sinh vật được tái sinh không hoàn toàn khác biệt, cũng không hoàn toàn giống với, sinh vật đã chết. Tuy nhiên, sinh vật mới liên tục tồn tại với cái chết - giống như cách "bạn" của khoảnh khắc này liên tục với "bạn" của một khoảnh khắc trước đó, mặc dù thực tế là bạn đang thay đổi liên tục.
Nhiều trường phái Phật giáo có những ý tưởng khác nhau về những gì được tiếp tục sau khi chết. Trường phái Duy thức tông trong Phật giáo Đại thừa cho biết có ý thức lưu trữ tiếp tục tồn tại sau khi chết. Trong một số trường phái, đặc biệt là Phật giáo Tây Tạng, quan điểm là có ba tâm trí: tâm trí rất tinh tế, không tan rã trong cái chết; tâm trí tinh tế, tan rã trong cái chết và đó là "tâm trí mơ mộng" hay "tâm trí vô thức"; và tâm trí thô thiển, không tồn tại khi một người đang ngủ. Do đó, tâm trí thô thiển thường ít hơn so với tâm trí tinh tế, không tồn tại trong cái chết. Tuy nhiên, tâm trí rất tinh tế vẫn tiếp tục, và khi nó "bắt kịp", hoặc trùng hợp với các hiện tượng, một lần nữa, một tâm trí tinh tế mới xuất hiện, với tính cách / giả định / thói quen của riêng nó, và thực thể đó gặp phải nghiệp chướng trong sự liên tục của hiện tại.

### Cao Đài
Trong Cao Đài thì cho rằng Linh hồn là do Thượng Đế tạo ra bởi Ngài là khối Đại Linh Quang (Đại Hồn). Còn con người là Tiểu Linh Quang (Tiểu Hồn). 